# Maël-Pestivien
Maël-Pestivien (bretonisch Mael-Pestivien) ist eine französische Gemeinde mit 360 Einwohnern (Stand: 1. Januar 2022) im Département Côtes-d’Armor in der Region Bretagne. Sie gehört zum Arrondissement Guingamp und zum Kanton Callac. Die Einwohner werden Maëlois(es) genannt.

## Geographie
Maël-Pestivien liegt etwa 41 Kilometer westsüdwestlich von Saint-Brieuc. 

## Bevölkerungsentwicklung
| Maël-Pestivien: Einwohnerzahlen von 1793 bis 2016                                                                          | Maël-Pestivien: Einwohnerzahlen von 1793 bis 2016 | Maël-Pestivien: Einwohnerzahlen von 1793 bis 2016 | Maël-Pestivien: Einwohnerzahlen von 1793 bis 2016 | Maël-Pestivien: Einwohnerzahlen von 1793 bis 2016 |
| --- | ------------------------------------------------- | ------------------------------------------------- | ------------------------------------------------- | ------------------------------------------------- |
| Jahr |                                                   |                                                   |                                                   | Einwohner                                         |
| 1793 | 1793                                              |                                                   | 1.168                                             | 1.168                                             |
| 1800 | 1800                                              |                                                   | 1.204                                             | 1.204                                             |
| 1806 | 1806                                              |                                                   | 1.361                                             | 1.361                                             |
| 1821 | 1821                                              |                                                   | 1.329                                             | 1.329                                             |
| 1831 | 1831                                              |                                                   | 1.595                                             | 1.595                                             |
| 1836 | 1836                                              |                                                   | 1.507                                             | 1.507                                             |
| 1841 | 1841                                              |                                                   | 1.503                                             | 1.503                                             |
| 1846 | 1846                                              |                                                   | 1.608                                             | 1.608                                             |
| 1851 | 1851                                              |                                                   | 1.491                                             | 1.491                                             |
| 1856 | 1856                                              |                                                   | 1.406                                             | 1.406                                             |
| 1861 | 1861                                              |                                                   | 1.432                                             | 1.432                                             |
| 1866 | 1866                                              |                                                   | 1.462                                             | 1.462                                             |
| 1872 | 1872                                              |                                                   | 1.501                                             | 1.501                                             |
| 1876 | 1876                                              |                                                   | 1.593                                             | 1.593                                             |
| 1881 | 1881                                              |                                                   | 1.573                                             | 1.573                                             |
| 1886 | 1886                                              |                                                   | 1.632                                             | 1.632                                             |
| 1891 | 1891                                              |                                                   | 1.613                                             | 1.613                                             |
| 1896 | 1896                                              |                                                   | 1.551                                             | 1.551                                             |
| 1901 | 1901                                              |                                                   | 1.607                                             | 1.607                                             |
| 1906 | 1906                                              |                                                   | 1.692                                             | 1.692                                             |
| 1911 | 1911                                              |                                                   | 1.741                                             | 1.741                                             |
| 1921 | 1921                                              |                                                   | 1.637                                             | 1.637                                             |
| 1926 | 1926                                              |                                                   | 1.518                                             | 1.518                                             |
| 1931 | 1931                                              |                                                   | 1.433                                             | 1.433                                             |
| 1936 | 1936                                              |                                                   | 1.355                                             | 1.355                                             |
| 1946 | 1946                                              |                                                   | 1.145                                             | 1.145                                             |
| 1954 | 1954                                              |                                                   | 1.013                                             | 1.013                                             |
| 1962 | 1962                                              |                                                   | 917                                               | 917                                               |
| 1968 | 1968                                              |                                                   | 800                                               | 800                                               |
| 1975 | 1975                                              |                                                   | 650                                               | 650                                               |
| 1982 | 1982                                              |                                                   | 567                                               | 567                                               |
| 1990 | 1990                                              |                                                   | 514                                               | 514                                               |
| 1999 | 1999                                              |                                                   | 449                                               | 449                                               |
| 2006 | 2006                                              |                                                   | 414                                               | 414                                               |
| 2011 | 2011                                              |                                                   | 403                                               | 403                                               |
| 2016 | 2016                                              |                                                   | 390                                               | 390                                               |
| Quelle(n): EHESS/Cassini bis 1999, INSEE ab 2006 Anmerkung(en): Ab 1962 offizielle Zahlen ohne Einwohner mit Zweitwohnsitz |                                                   |                                                   |                                                   |                                                   |

## Sehenswürdigkeiten
- Der Dolmen von Roc’h Toul (auch Dolmen von Roc’h Du genannt) liegt in Maël-Pestivien, seit 1969 als Monument historique klassifiziert
- Frühgeschichtliche Stele in Roch-Toul, seit 1964 als Monument historique eingeschrieben
- Megalithisches Grab, seit 1969 als Monument historique klassifiziert
- Kirche St-Laurent mit Apostelfenster, im 16. Jahrhundert neu errichtet
- Kapelle Saint-Gildas aus dem 16. Jahrhundert
- Kapelle Saint-Isidore aus dem 18. Jahrhundert
- Herrenhaus in Kerauffret aus dem 16. Jahrhundert mit Erweiterungen im 17. und 18. Jahrhundert
- Herrenhaus in Crech an Blay aus dem 17. Jahrhundert

Siehe auch: Liste der Monuments historiques in Maël-Pestivien